# 至寧
至寧（1213年五月—九月）是金衛绍王的第三个年号。衛绍王使用至寧这个年号一共5個月。

## 改元
- 崇慶二年——五月，改元至寧。八月二十五日，衛紹王遇害身亡。九月七日，金宣宗即位。十五日，改元貞祐。[2][3]

## 大事记
1213年八月，胡沙虎杀死卫绍王，迎立完颜從嘉为帝。九月即位，是為金宣宗，以胡沙虎為太師、尚書令兼都元帥，封澤王。

## 纪年對照表
| 至寧 | 元年   |
| ---- | ------ |
| 公元 | 1213年 |
| 干支 | 癸酉   |

## 同期其他政权使用的年号
- 中國
  - 嘉定（1208年－1224年）：宋—宋寧宗趙擴之年號
  - 光定（1211年－1223年）：西夏—夏神宗李遵頊之年號
  - 天开（1205年－1225年）：大理—段智祥之年號
- 越南
  - 建嘉（1211年－1224年）：李朝—李旵之年號
- 日本
  - 建曆（1211年－1214年）：土御門天皇之年号

## 深入閱讀
- 李崇智. . 北京: 中華書局. 2004年12月. ISBN 7101025129.
- 鄧洪波. . 臺北: 國立臺灣大學東亞經典與文化研究計劃. 2005年3月  [2022-01-04]. ISBN 9789860005189. （原始内容 (pdf)存档于2007-08-25）.

## 参看
- 中國年號索引

| 前一年號： 崇慶 | 金朝年号 | 下一年號： 貞祐 |